# ماکاکیلو (هاوایی)
ماکاکیلو (به انگلیسی: Makakilo) یک منطقهٔ مسکونی در ایالات متحده آمریکا است که در شهرستان هونولولو، هاوایی واقع شده‌است. ماکاکیلو ۹٫۹ کیلومتر مربع مساحت و ۱۸٬۲۴۸ نفر جمعیت دارد و ۱۸۲٫۸۸ متر بالاتر از سطح دریا واقع شده‌است.